# ボドカ
ボドカ（英:Vodka、1996年2月26日 - ）は、兵庫県西宮市出身のYouTuber、ストリーマーである。プロゲーミングチーム「RIDDLE」のオーナー。主にYouTubeでゲーム配信活動を行っており、MildomやTwitchでも活動をしている。

## 経歴
1996年、兵庫県西宮市にて生誕。中学生の頃、ファーストパーソン・シューティングゲームを始める。高校時代からゲーム実況動画をニコニコ動画やYouTubeに投稿する。
2012年6月24日、ニコニコ動画にてコール オブ デューティ（以下CoD）シリーズの『CoD モダン・ウォーフェア3』のプレイ動画を初投稿（当時16歳）。当時は「炎天下」というユーザー名を使い、『CoD モダン・ウォーフェア3』、『CoD ブラックオプスII』のプレイ動画（音声無し）をアップロードしていた。Kill Feed Clan の「ZyAG」「LeXy」「Rover Snipin」に所属。
2014年6月24日、自身のYouTubeチャンネルを開設。
2015年2月1日にはフランスに拠点を置くクラン「Vitality」に加入。
2016年頃からYouTubeチャンネルにて本格的に活動を始め、2015年から2018年までに発売された『CoD ブラックオプスIII』、『CoD インフィニット・ウォーフェア』、『CoD ワールドウォーII』の実況動画を投稿する。スナイパーライフルを使った連続キルとプレイ中の過激な言動で人気を博す。2016年4月16日にはアメリカのeSportsチーム「Obey Alliance」にストリーマーとして加入。2016年10月8日、CoD内でクラン「Riddle」を設立。
2017年12月より『フォートナイト』の実況動画を投稿するようになる。2018年4月、大学を卒業後に一般企業に就職するが、同年中にYouTube活動へ専念するため退職。2018年4月頃から顔出し配信を行うようになる。
2018年12月、自身が創設したクラン「Riddle」内に『Fortnite』部門を設立し、アマチュアチームとして「FNCS」等の競技大会に選手が出場するようになる。2019年2月9日、4年間加入していた「Obey Alliance」から脱退。
2018年8月から2019年8月までに『CoD ブラックオプス 4』の実況動画を投稿し、これを最後にCoDシリーズの長期投稿を休止。2019年11月より『エーペックスレジェンズ』の配信を行うようになる。
2020年7月27日、自身がオーナーを務めるゲーミングチーム「Riddle」がOPENREC.tvとスポンサー契約を締結し、プロチームとして活動することを発表。

## 人物
- 高校時代はアメリカンフットボール部に所属していた。
- 活動名義の"ボドカ"は、蒸留酒の一種であるウォッカの英名（Vodka）に由来する。「Vodka」を"ボドカ"と発音する人が多かったため、この呼称が定着した[21]。
- 2018年10月28日に投稿した『CoD ブラックオプス 4』のプレイ動画内でショットガンに激怒して発した「ふざけんのも、大概にSayよ！」というセリフが有名[動画 1]。
- TIE Ruに声が似ている[動画 2]。
- 推しはVtuberの花芽すみれ・戌亥とこ・兎田ぺこらである[要出典]。
- 本人曰く「昔は頻繁にブチ切れていたが年を重ねるごとに尖っていた部分がちょっとづつ丸くなってきた」と配信内で言っている[要出典]。
- ボドカと同い年の配信者におにや、はんじょう、よしなま、スタンミ、ハセシン、rion、Lazなどがいる。
- サモエドの「アム」を2022年10月より飼っている。

## 出演

### ネット番組
- 2021年6月20日 GHS NIGHT～ELLYを倒したら10万円～ EPISODE2(with まさのり,TIE Ru)
- 2022年2月11日 Signater#1-1 ボドカ×ハセシン×岸大河(前編)
- 2022年2月13日 Signater#1-2 ボドカ×ハセシン×岸大河(後編)
- 2022年4月25日 STN'S KITCHEN #7
- 2022年5月25日 STN'S KITCHEN #8
- 2022年7月30日 ゲーム愛配信祭「推せるアクション屋台巡り！」
- 2022年11月4日 CoD Streamers Nigh (チームハセシン)
- 2022年12月3日 Rakuten esports cup〜家電争奪戦〜 (with SPYGEA,蛇足)
- 2023年1月13,14,16日 Signater #21 Ras × ボドカ
- 2023年3月4日 SBI Neo festival NEXUM 2023 Apex Legends (with HIKAKIN,胡桃のあ)
- 2023年3月5日 SBI Neo festival NEXUM 2023 VALORANT
- 2023年4月18日 Logicool G FITS発表記念イベント - 岸大河・ボドカプレゼンツ 耳形大賞
- 2024年8月30日 GooglePlayオリジナルシリーズ 漫画遊戯者達の夜

#### レギュラー番組
- 2023年2月1日～ 「マジで、どこいく。」※月一配信

### メディア
- 2022年2月9日 anan 2285号 掲載
- 2022年10月5日 KAI-YOU premium k4sen×ボドカ対談 (前編)
- 2022年10月25日 KAI-YOU premium k4sen×ボドカ対談 (後編)

### オフライン
- 2019年9月1日 AICHI IMPACT! 2019「フォートナイト オールスタードリームマッチ」 - 参加
- 2019年9月15日 東京ゲームショウ 2019 DXRacerブース: 人気ストリーマーズトーク with k4sen & ボドカ - 参加
- 2019年11月12日 ASTRO Gaming presents Libalent Vertex／k4sen／ボドカ ファンミーティング - 参加
- 2019年11月23日 Logicool G CUP 2019 - 解説
- 2022年5月7日 RAGE VALORANT2022 Spring DAY1 - 参加
- 2022年8月13日 ストリーマーフェス produced by Crazy Raccoon & SHAKA - 中止 [注釈 1]
- 2022年8月14日 オールスター大運動会＠代々木競技場 produced by 超滅 & Crazy Raccoon - 参加
- 2022年8月27日 RAGE Apex Legends 2022 Summer - 参加
- 2022年9月18日 東京ゲームショウ2022 clusterを遊びたおすステージ - 登壇 (with トナカイト)
- 配信者ハイパーゲーム大会 (2023年3月25日・26日、OPENREC.tv)
- 2022年10月8日 RAGE VALORANT2022 Autumn DAY1 - 参加
- 2023年6月5日 VALORANT Masters Tokyo Countdown Events - 出演
- 2023年9月9日 マジで、どこいく。ファンミーティング - 出演
- 2023年9月11日 オフ雑談Thek4sen - 飛び入り参加
- 2023年9月16日 RAGE VALORANT 2023 DAY1 -参加
- 2023年9月23日 東京ゲームショウ2023「cluster」ボドカ／k4sen -出演
- 2023年9月23,24日 TGS2023×Crazy Raccoon Cup STREET FIGHTER 6-参加
- 2023年11月4,5日 ぶいすぽ文化体育祭 DAY4,5 - イベント出演
- 第2回配信者ハイパーゲーム大会 (2024年3月16日・17日、OPENREC.tv)
- 2024年8月15日 PARTY The k4sen at PIZZA SLICE - 出演
- The k4sen Con (2024年10月12・13・14日、ABEMA・Twitch)

### 舞台
- 舞台『AGASA』（2024年4月18日、EX THEATER ROPPONGI）[22]

## 大会

### エーペックスレジェンズ

#### Crazy Raccoon Cup Apex Legends
Crazy Raccoonが主催する「Crazy Raccoon Cup」のApex Legendsでの大会。
|         | 開催日         | 順位   | 参加チーム数 | 試合数 | チーム名                 | チームメンバー                      | 備考       |
| ------- | -------------- | ------ | ------------ | ------ | ------------------------ | ----------------------------------- | ---------- |
| 第1回   | 2020年8月29日  | 第2位  | 20チーム     | 5試合  | 「くれいじーらきゅーん」 | とっぴー、神成きゅぴ                | -          |
| 第2回   | 2020年11月1日  | 第19位 | 20チーム     | 5試合  | 「ババア親衛隊」         | とっぴー、じゅえりー                | -          |
| 第3回   | 2020年12月27日 | 第2位  | 20チーム     | 5試合  | 「けいご大概にせいや」   | Cornn、Jasper7se                    | -          |
| 第4回   | 2021年3月14日  | 第8位  | 20チーム     | 5試合  | 「しばくぞヤンキーズ」   | 樋口楓、とっぴー                    | -          |
| 第5回   | 2021年5月15日  | 第17位 | 20チーム     | 5試合  | 「馬耳Say風」            | 叶、葛葉                            | -          |
| 第6回   | 2021年7月23日  | -      | -            | -      | 「サーバーオッチ」       | StylishNoob、ラトナ・プティ、SPYGEA | [ 注釈 2 ] |
| 第7回   | 2021年10月9日  | 第4位  | 20チーム     | 5試合  | 「口数プレデター」       | SHAKA、ハセシン                     | -          |
| 第8回   | 2022年1月16日  | 第19位 | 20チーム     | 5試合  | 「えぐめの拷問器具」     | k4sen、ローレン・イロアス           | -          |
| 第9.5回 | 2022年9月18日  | 第2位  | 20チーム     | 5試合  | 「チーム笑いなし」       | Jasper7se、ローレン・イロアス       | [ 注釈 3 ] |
| 第10回  | 2023年1月21日  | 第9位  | 20チーム     | 5試合  | 「エッグめの拷問器具」   | k4sen、ローレン・イロアス           | -          |

#### VCC APEX CUSTOM
- 2021年3月5日 VCC #2 DUO (with にゃんたこ) - 出場
- 2021年3月17日 VCC #3 DUO (with StylishNoob) - 出場
- 2021年3月30日 VCC #4 DUO (with あどみん) - 出場
- 2021年8月6日 VCC APEX #1 (with SHAKA、HASESHIN) - 出場
- 2021年9月14日 VCC APEX #2 (with StylishNoob、イブラヒム) - 出場
- 2022年2月2日 VCC APEX #3 (with Rion、不破湊) - 出場

#### えぺまつり
- 2021年4月10日 えぺまつり (with ありけん、よしなま)
- 2021年11月13日 えぺまつり外伝2 (with k4sen、アルス・アルマル)
- 2021年12月25日 CRえぺまつり
- 2022年10月15日 第四回えぺまつり本選 (with アルス・アルマル、トナカイト)
- 2023年5月21日 えぺまつり外伝S3 (with Mia.K、はんじょう)

#### PLAY ALIVE: Apex Legends
- 2023年3月19日 PLAY ALIVE : Apex Legends Vol.6 (with 酢酸かのん、WildHawk)

### VALORANT

#### Crazy Raccoon Cup VALORANT
Crazy Raccoonが主催する「Crazy Raccoon Cup」のVALORANTでの大会。
|       | 開催日               | 順位  | 参加チーム数 | 参加試合数 | チーム名         | チームメンバー                                      | 備考   |
| ----- | -------------------- | ----- | ------------ | ---------- | ---------------- | --------------------------------------------------- | ------ |
| 第1回 | 2021年6月5日、6日    | 第9位 | 10チーム     | 3試合      | SOVA全一         | Zepher、デューク、べる、よきき                      | [ 23 ] |
| 第2回 | 2022年2月14日、15日  | 第8位 | 8チーム      | 3試合      | MEN'S ACE        | MOTHER3、Alpha Azur、あどみん、トナカイト           | [ 24 ] |
| 第3回 | 2022年7月30日、31日  | 第3位 | 8チーム      | 10試合     | Pepper Rex       | jasper7se、白雪レイド、胡桃のあ、yue                | [ 25 ] |
| 第4回 | 2022年11月12日、13日 | 第7位 | 8チーム      | 10試合     | バニーボーイ     | VaniLa、Clutch_Fi、花芽なずな、英リサ               | [ 26 ] |
| 第5回 | 2023年7月15日、16日  | 第2位 | 8チーム      | 8試合      | 勝手にいかないで | SurugaMonkey、Selly、白雪レイド、赤見かるび、makiba | [ 27 ] |
| 第7回 | 2023年11月11日、13日 | 第2位 | 4チーム      | 4試合      | Killing me       | VaniLa、jasper7se、夢野あかり、獅子堂あかり、ade    | [ 28 ] |

#### Riot Games ONE x Crazy Raccoon Cup Special
- 2022年12月19、20、21、23日 (with wokka、MOTHER3、Ruri、TS)※23日はオフライン

#### VCC VALORANT CUSTOM
- 2021年4月13日 VCC VALORANT #1 (with StylishNoob,alelu,obo,鈴木ノリアキ,XQQ)
- 2021年4月23日 VCC VALORANT #2 (with SPYGEA,叶,ゆふな,shinji,XQQ)
- 2021年5月18日 VCC VALORANT #3 (with 葛葉,だるまいずごっと,SqLA,k4sen,Fisker)
- 2021年11月25日 VCC VALORANT #4 (with StylishNoob,SHAKA,SPYGEA,k4sen,XQQ)
- 2022年3月10日 VCC VALORANT #5 (with Jasper7se,ありさか,叶,k4sen)
- 2022年6月13日 VCC VALORANT #6 (with 鈴木ノリアキ,葛葉,叶,k4sen,MOTHER3)
- 2023年6月10日 VCC VALORANT #7 (with 関優太,葛葉,加藤純一,Jasper7se,Meiy)

### オーバーウォッチ2

#### Crazy Raccoon Cup OVERWATCH2
Crazy Raccoonが主催する「Crazy Raccoon Cup」のOverwatch 2での大会。
|       | 開催日         | 順位  | 参加チーム数 | 参加試合数 | チーム名   | メンバー                                                | 備考   |
| ----- | -------------- | ----- | ------------ | ---------- | ---------- | ------------------------------------------------------- | ------ |
| 第1回 | 2022年11月18日 | 第1位 | 4チーム      | 5試合      | ボドカの右 | with うるか,Kamito,SHAKA,だるまいずごっと,Selly(コーチ) | [ 29 ] |

### League of Legends

#### The k4sen
k4sen,ZETA DIVISIONが主催する「The k4sen」のLeague of Legendsでの大会。
|        | 開催日        | 順位  | 参加チーム数 | 参加試合数         | チーム名            | メンバー                                             | 備考       |
| ------ | ------------- | ----- | ------------ | ------------------ | ------------------- | ---------------------------------------------------- | ---------- |
| 第1回  | 2022年5月16日 | 第2位 | 4チーム      | 2試合(BO1)         | Team The k4sen      | with たかやスペシャル,k4sen,鈴木ノリアキ,たぬき忍者  |            |
| 第2回  | 2022年8月9日  | 第4位 | 4チーム      | 2試合(BO1)         | 均衡の守人          | with スタンミジャパン,イブラヒム,乾伸一郎,たぬき忍者 |            |
| 第4回  | 2023年3月31日 | 第3位 | 4チーム      | 2試合(BO3)         | Rainbrainアカデミー | with MOTHER3,関優太,橘ひなの,うるか                  |            |
| 第6回  | 2023年5月13日 | 第2位 | 2チーム      | 2試合(BO1)         | Team The SUTANMI    | with ta1yo,関優太,スタンミジャパン,うるか            | [ 注釈 4 ] |
| 第10回 | 2024年2月7日  | 第1位 | 8チーム      | 4試合(決勝のみBO3) | Be cool             | with aja,Kamito,とおこ,ありさか,乾伸一郎             |            |

### Call of Duty®

#### Call of Duty: Black Ops II
- 2021年10月17日 LIMITZ CoD:BO2 (with Inaba UR,コテつな,ハセシン)

#### Call of Duty®: Vanguard
- 2021年11月5日 こっどふぇす (with 加藤純一,ゆふな,もこう,おにや,はんじょう,KH,よしなま,GP)

#### Call of Duty: Warzone Pacific
- 2022年1月22日 こっどふぇす外伝 (with StylishNoob,ゆふな,XQQ)

### PUBG: BATTLEGROUNDS

#### VCC PUBG CUSTOM
- 2021年5月28日 VCC PUBG #1 (with だるまいずごっと,ありさか,SqLA)
- 2021年6月14日 VCC PUBG #2 (with StylishNoob,だるまいずごっと,渋谷ハル)
- 2021年7月1日 VCC PUBG #3 (with 葛葉,叶)
- 2021年10月26日 VCC PUBG #4 (with StylishNoob,葛葉,XQQ)
- 2022年7月13日 VCC PUBG #5 (with 叶,アルス・アルマル,ゆきお)

### Minecraft
- 2021年12月17日 VCC MINECRAFT （with SHAKA,叶,XQQ,わいわい,じゃすぱー）[30]

### FIFA
- 2022年4月4日 VCC FIFA #1 TEAM OJISANGERMAIN(with StylishNoob,SHAKA,k4sen,トナカイト,mother3,sasa,ゆふな,鈴木ノリアキ,obo,shinji)[31]
- 2022年9月30日 VCC FIFA #2 TEAM KWKM FRONTALE(with SHAKA,葛葉,sasa,しゃるる,obo,スタンミ,ゆきお,トナカイト,MOTHER3,shinji)[32]

### Fall Guys: Ultimate Knockout
- 2022年7月10日 内乱会 featuring Fall Guys (with ハセシン,ラーク,鈴木ノリアキ)

### PROJECT F
- 2023年8月13日 第1回 Crazy Raccoon Cup Project F Supported by GiGO(with k4sen,渋谷ハル,兎咲ミミ,天鬼ぷるる)

### Fortnite
- 2021年12月29日 ふぉとなふぇす (with k4sen,かわせ)

### グランツーリスモ7
- 2022年8月29日 VCC GRAN TURISMO #1 - 参加[33]

### Pogostuck: Rage With Your Friends
- 2023年2月28日VCC POGOSTUCK #1 - 参加(with 関優太,魔界ノりりむ,kinako)